# ゴゼンタチバナ
ゴゼンタチバナ（御前橘; 学名: Cornus canadensis）は、ミズキ科ミズキ属ゴゼンタチバナ亜属の多年草である。
リンネの『植物の種』(1753年) で記載された植物の一つである。

## 特徴
高さ5–15センチメートル。葉は2枚の対生葉と液性の短枝に2個ずつ葉が付き、計6枚の輪生に見える。花の咲く株は葉が6枚にまで成長したものである。

花期は6–8月。花は4枚の白い総苞に囲まれハナミズキやヤマボウシに似ている。

核果は、秋にハナミズキに似て直径5–6ミリメートルで赤い。

## 名
和名の「御前橘」は、白山の最高峰「御前峰」に由来している。学名は、スウェーデンの植物学者であるカール・フォン・リンネが命名した。

## 分布と生育環境
北海道、本州、四国に分布し、亜高山帯-高山帯の針葉樹林下や林縁に生育する。愛媛県では、石鎚山系と赤石山系に分布し南限となっている。国外では、北東アジア、北米に分布する。基準標本はカナダのもの。

## 種の保全状況評価
日本の3都道府県で、以下のレッドリストの指定を受けている。環境省としての、レッドリストの指定はない。
- 絶滅 - 奈良県
- 絶滅寸前又は絶滅危惧種（絶滅危惧Ⅰ類・CR又はEN） - 鳥取県
鳥取県では群生地が一箇所のみで、2002年（平成14年）に「鳥取県希少野生動植物の保護に関する条例」に基づき特定希少野生動植物種に指定され、「ゴゼンタチバナ保護管理事業計画」がある[9]。
- 危急種（絶滅危惧Ⅱ類・VU） - 愛媛県[5]

環境省により、中部山岳国立公園・南アルプス国立公園・白山国立公園などで自然公園指定植物となっている。

## エゾゴゼンタチバナ
エゾゴゼンタチバナ（蝦夷御前橘; 学名: Cornus suecica L.）は、北海道の根室・釧路・北見地方の山地帯に生える多年草。北半球の寒地にも分布する。葉は輪生せずに対生する。環境省のレッドリストの準絶滅危惧種に指定されている。総個体数は約1,000、平均減少率は約50パーセント、減少の主要因が湿地の開発と土地造成であると推定されている。奇しくもゴゼンタチバナと同一文献の同一ページで記載された種である。

## 関連画像
|                                |                                       |
| 尾瀬国立公園 帝釈山・2008年6月 | ゴゼンタチバナの実 八ヶ岳・2006年10月 |